# Scott Sunderland (ciclista, 1988)
Scott Sunderland (Busselton, 16 de março de 1988) é um desportista australiano que competiu em ciclismo na modalidade de pista, especialista na prova de velocidade por equipas; ainda que também disputa carreiras de estrada.
Ganhou uma medalha de ouro no Campeonato Mundial de Ciclismo em Pista de 2012, na prova de velocidade por equipas.
Participou nos Jogos Olímpicos de Verão de 2012, ocupando o 4.º em velocidade por equipas.

## Medalheiro internacional
| Campeonato Mundial | Campeonato Mundial     | Campeonato Mundial | Campeonato Mundial     |
| Ano                | Lugar                  | Medalha            | Competição             |
| ------------------ | ---------------------- | ------------------ | ---------------------- |
| 2012               | Melbourne ( Austrália) | Medalha de ouro    | Velocidade por equipas |

## Palmarés
2017
- 1 etapa do Tour de Langkawi
- 1 etapa do Tour da Coreia
- 2 etapas do Volta à Hungria
- 1 etapa do Tour da China II